# Вилла Вессель
Вилла Вессель  (нем. Villa Wessel) — художественный музей в городе Изерлон; в здании размещается художественное объединение (общество любителей искусства) «Wilhelm Wessel / Irmgart Wessel-Zumloh e. V.».

## История и описание
Дом семьи Вессель — Вильгельма Весселя и Ирмгарт Вессель-Цумлох — был построен в районе улиц Гартенштрассе и Стеннерштрассе в Изерлоне в 1891 году: проект здания с высокой террасой, увенчанной балюстрадой, и лестницей, ведущей к порталу в стиле вестфальского барокко, был выполнен архитектором Отто Леппиным (нем. Otto Leppin) по поручению предпринимателя Отто Ауера — являвшегося совладельцем компании «Kissing & Möllmann». Вилла строилась по соседству со зданием школы для девочек, возведенной в 1862 году по планам архитектора Макса Холя.
Общество «Wilhelm Wessel / Irmgart Wessel-Zumloh e. V.» было основано 9 сентября 1990 года во время собрания в «деревне художников Барендорф» (сегодня — Историческая фабрика Масте-Барендорф): инициаторами выступили мэр города Фриц Фишер и сити-менеджер Хайко Ветекам. Задачей общества стало проведение художественных выставок: от классического модернизма до произведений послевоенного искусства. Таким образом власти предполагали оказать содействие в развитие городской художественной среды и сохранить наследие семьи Вессель. С тех пор выставки «кунстферайна» проходят в залах на первом этаже виллы. С 1990 года здесь выставлялись работы Пабло Пикассо, Отто Дикса, объединения «Синий всадник», Эмиля Шумахера и многих других. В 2003 году была также учреждёна премия «Iserlohner Kunstpreis» в размере 15000-20000 евро, вручающая раз в два-три года: её обладателем в 2007 году стала японо-швейцарская художница Лейко Икемура.